# Royal Botanic Garden Edinburgh
De Royal Botanic Garden Edinburgh is een botanische tuin in Edinburgh (Schotland). Het is zowel een wetenschappelijke instelling als een toeristische attractie. De botanische tuin werd in 1670 opgericht als tuin voor het kweken van medicinale planten ('physic garden'). De botanische tuin beheert drie andere botanische tuinen op verschillende locaties in Schotland: Dawyck Botanic Garden, Logan Botanic Garden en de Benmore Botanic Garden. Elke tuin heeft zijn eigen specialistische collecties.
De directeur van de botanische tuin wordt 'regius keeper' genoemd. Dit is een functie bij koninklijke benoeming. Sinds 1999 heeft Stephen Blackmore als opvolger van David Ingram deze functie. In het verleden bekleedden Isaac Bayley Balfour, Daniel Rutherford, Douglas Mackay Henderson en John McNeill deze functie.
De botanische tuin is lid van Botanic Gardens Conservation International, een non-profitorganisatie die botanische tuinen samen wil brengen in een wereldwijd samenwerkend netwerk om te komen tot het behoud van de biodiversiteit van planten. De botanische tuin heeft een samenwerkingsverband met de Botanical Society of Scotland.
De botanische tuin is een bron van wetenschappelijke publicaties, waaronder het botanische tijdschrift Edinburgh Journal of Botany. De tuin heeft een bibliotheek die is aangesloten bij Council on Botanical and Horticultural Libraries (CBHL); een internationale organisatie van individuen, organisaties en instituten die zich bezighouden met de ontwikkeling, het onderhouden en het gebruik van bibliotheken met botanische literatuur en literatuur over tuinen. Ook is de bibliotheek aangesloten bij de European Botanical and Horticultural Libraries Group (EBHL), een organisatie die zich richt op de promotie en facilitatie van samenwerking en communicatie tussen personen die werken in botanische en horticulturele bibliotheken, archieven en gerelateerde instituten in Europa.
De tuin heeft een uitgebreid herbarium met circa 2 miljoen plantenspecimens die zijn verzameld door botanici als G.A.W. Arnott, I.B. Balfour, P.H. Davis, R. Farrer, G. Forrest, W.J. Hooker, J.D. Hooker en A. Menzies.

## Geschiedenis
De botanische tuin werd in 1670 opgericht op St. Anne's Yard nabij Holyrood Palace door Robert Sibbald en Andrew Balfour. Het is de op een na oudste botanische tuin in Groot-Brittannië na University of Oxford Botanic Garden. In 1763 werd de tuin verhuisd naar een plaats langs de weg naar Leith. In 1820 verhuisde de tuin naar zijn huidige locatie in Inverleith. Het Temperate Palm House (gematigde palmenkas) werd gebouwd in 1858 en is de hoogste palmenkas in Groot-Brittannië.
De Benmore Botanic Garden werd in 1929 de eerste regionale botanische tuin van de Royal Botanic Garden Edinburgh. Deze werd in 1969 gevolgd door de Logan Botanic Garden en in 1978 door de Dawyck Botanic Garden.

## Bezienswaardigheden van de Royal Botanic Garden Edinburgh

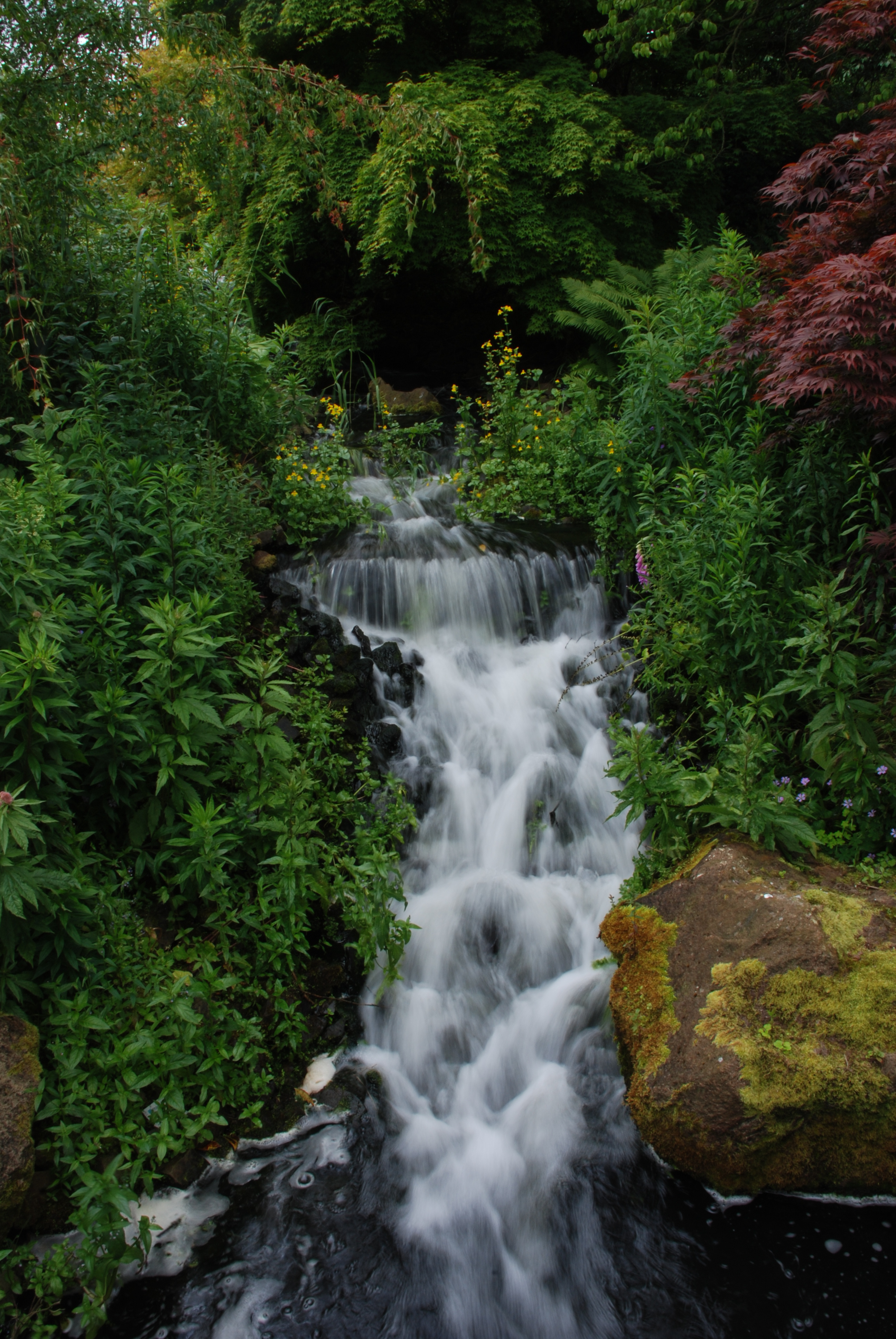
Waterval in de rotstuin

De toegang tot de tuin is gratis, maar voor de toegang tot de broeikassen moet wel betaald worden.
Enkele bezienswaardigheden zijn:
- Schotse heidetuin met heideplanten die in Schotland in het wild groeien
- bomentuin
- turfwallen
- rotstuin
- Chinese helling
- alpenweide
- broeikassen die zijn verdeeld in tien klimaatzones met
  - planten uit subtropische streken uit Australië, Zuid-Afrika en de Canarische Eilanden
  - tropisch regenwoud met onder andere banaan, suikerriet, rijst, cacaoboom en Victoria amazonica
  - boomvarens
  - orchideeën en palmvarens
  - tropische palmen
  - subtropische palmen
  - bromeliafamilie en tropische klimplanten
  - planten uit droge gebieden als aloë's en agave's
  - heidefamilie, orchideeën uit gematigde streken en vleesetende planten
  - Gesneriaceae en gemberfamilie